# Vikulovskij rajon
Il Vikulovskij rajon (in russo Викуловский район?) è un rajon dell'Oblast' di Tjumen', nella Russia asiatica.